# 布雷讷地区梅济耶尔
布雷讷地区梅济耶尔（法語：Mézières-en-Brenne，法語發音：[mezjɛʁ ɑ̃ bʁɛn] ⓘ），法国中西部市镇，位于中央-卢瓦尔河谷大区安德尔省，隶属于勒布朗区，其市镇面积为57.57平方公里，2022年1月1日时人口数量为956人，在法国城市中排名第10,216位。
布雷讷地区梅济耶尔位于安德尔省西部，克莱斯河畔，是布雷讷地区的中心城市，多条公路在此交汇。

## 地名来源
根据当地官方网站的论述，“Mézières”一名最初以拉丁语“Maceria”的形式被记载，后者意为“旧墙、旧石块”。
此外，因翻译标准不同，“Mézières-en-Brenne”在部分汉语资料中又被译为梅济耶尔-昂布雷讷。

## 历史
布雷讷地区梅济耶尔的早期历史尚不清楚。根据当地官方网站的论述，古罗马时期的一条道路可能由此通过。公元7世纪时，一名叫做Flaocate的勃艮第行政官获得了布雷讷地区的土地，在达戈贝尔特一世的支持下，他在梅济耶尔附近兴建了两处修道院。此后，梅济耶尔被政教分离领主获得。公元11世纪初，领主Gerbert将梅济耶尔建成为一处防御城堡，此后当地几经易手，法兰西皇家骑士罗什舒瓦尔德莫尔特马尔的路易·维克多亦曾于17世纪末购得梅济耶尔。法国大革命后，布雷讷地区梅济耶尔成为安德尔省的一个市镇。由于长期缺乏维护，梅济耶尔城墙于1835年发生坍塌，残余部分亦被当地政府清理。工业革命期间，途径布雷讷地区梅济耶尔的勒布朗—阿尔让铁路建成通车，布雷讷地区梅济耶尔附近的路段于1953年关闭。
在行政区划方面，布雷讷地区梅济耶尔在1793至2015年间曾为布雷讷地区梅济耶尔县的县治。

## 地理

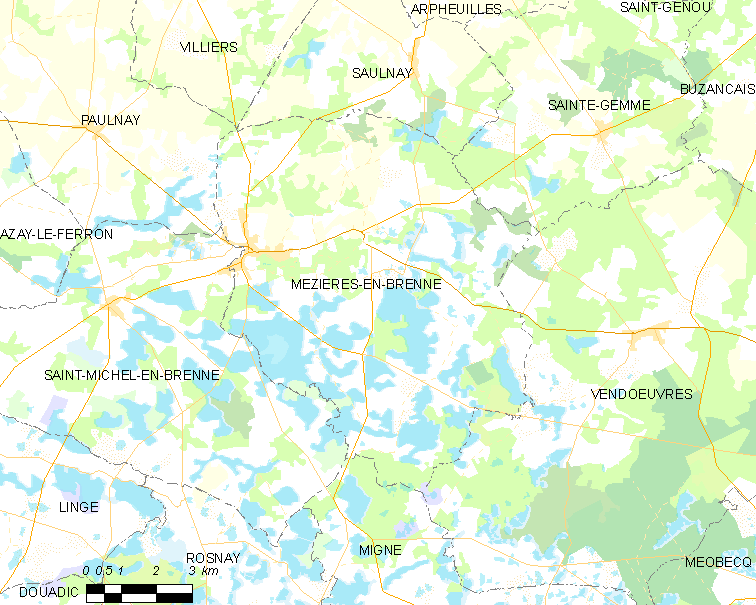
布雷讷地区梅济耶尔市镇范围地图

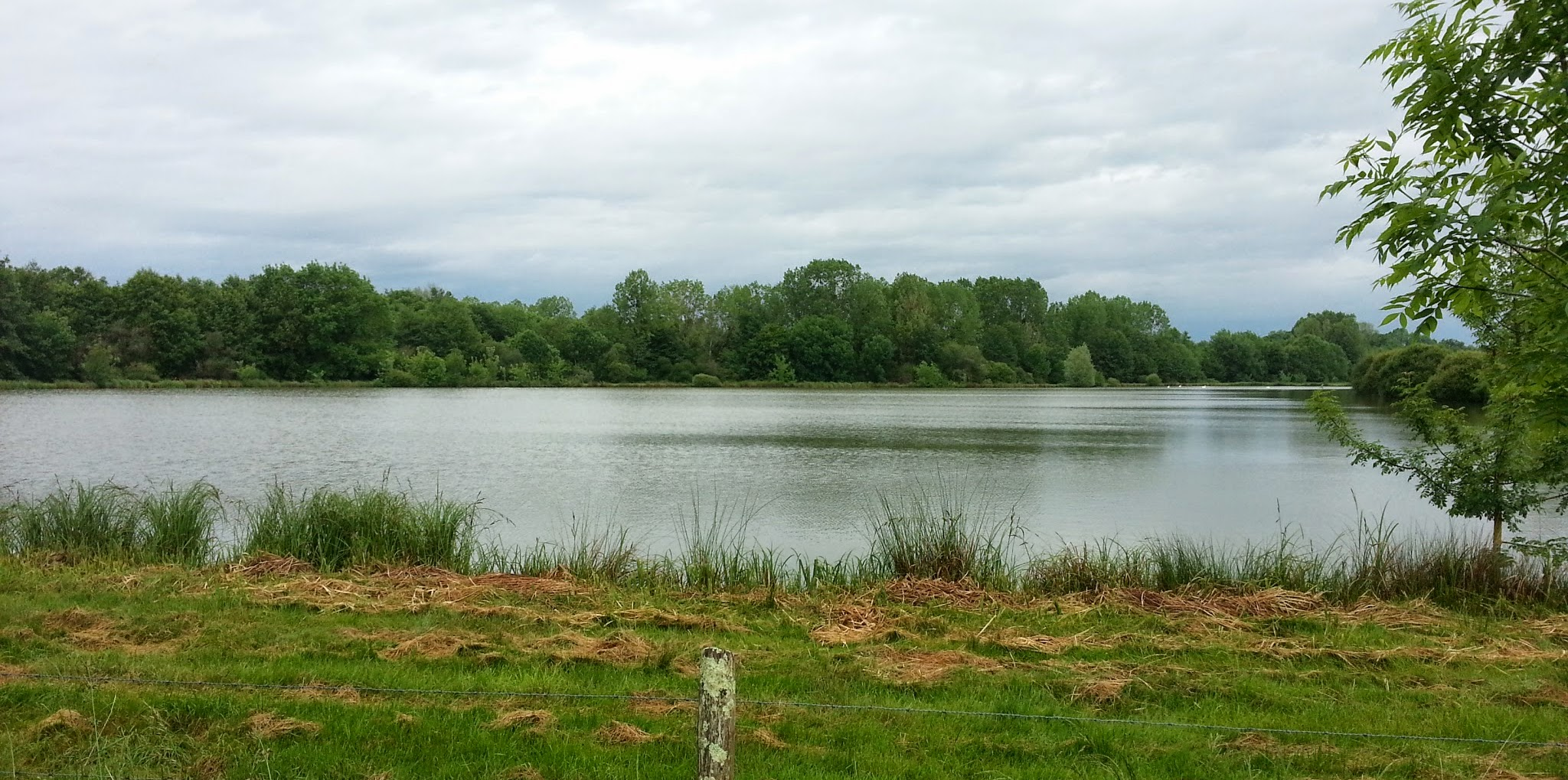
维尼欧湖

布雷讷地区梅济耶尔位于法国中西部，中央-卢瓦尔河谷大区南部偏西和安德尔省西部，距离省会沙托鲁大约40公里。与布雷讷地区梅济耶尔接壤的市镇包括：米涅、波奈、索尔奈、圣热姆、布雷讷地区圣米歇尔和旺德夫尔。

### 地形
布雷讷地区梅济耶尔位于布雷讷地区腹地，境内以平原和缓丘为主，市镇中心地势较为平坦，全境海拔在84到138米之间。

### 水文
克莱斯河自东向西流经布雷讷地区梅济耶尔，其中一条水道从市中心穿过。布雷讷地区在三叠纪时曾多次被冰川覆盖，该地有大量冰川消融后形成的湖泊，面积比较大的有皮耶居湖（Étang de Piégut）、维尼欧湖（Étang des Vigneaux）等。

### 植被
布雷讷地区梅济耶尔属于温带阔叶混交林区，是布雷讷自然保护区的组成部分，林地广泛分布于河流附近，当地多博卡日景观。
在鲜花城市的评比中，布雷讷地区梅济耶尔暂未被评级。

### 气候
布雷讷地区梅济耶尔在柯本气候分类法中属于温带海洋性气候（Cfb）。

## 行政区划
布雷讷地区梅济耶尔的市镇编号为36123，邮政编号为36290。
在行政管理方面，布雷讷地区梅济耶尔隶属于法国中央-卢瓦尔河谷大区安德尔省勒布朗区；在地方选举方面，布雷讷地区梅济耶尔隶属于勒布朗县，其市镇范围全境被划入安德尔省第一选区；在社会管理方面，布雷讷地区梅济耶尔是布雷讷之心市镇公共社区的组成部分。
截至2024年6月，布雷讷地区梅济耶尔市镇范围内暂无任何城市敏感街区及城市政策优先街区。
法国国家统计与经济研究所（简称“INSEE”）在进行数据统计时，未将布雷讷地区梅济耶尔划入任何城市核心区（Unité urbaine）、城市区（Aire urbaine）及城市辐射区（Aire d'attraction）。此外，INSEE还将布雷讷地区梅济耶尔市镇整体看作一个“块区”（IRIS），以便于统计人口分布情况。

## 交通

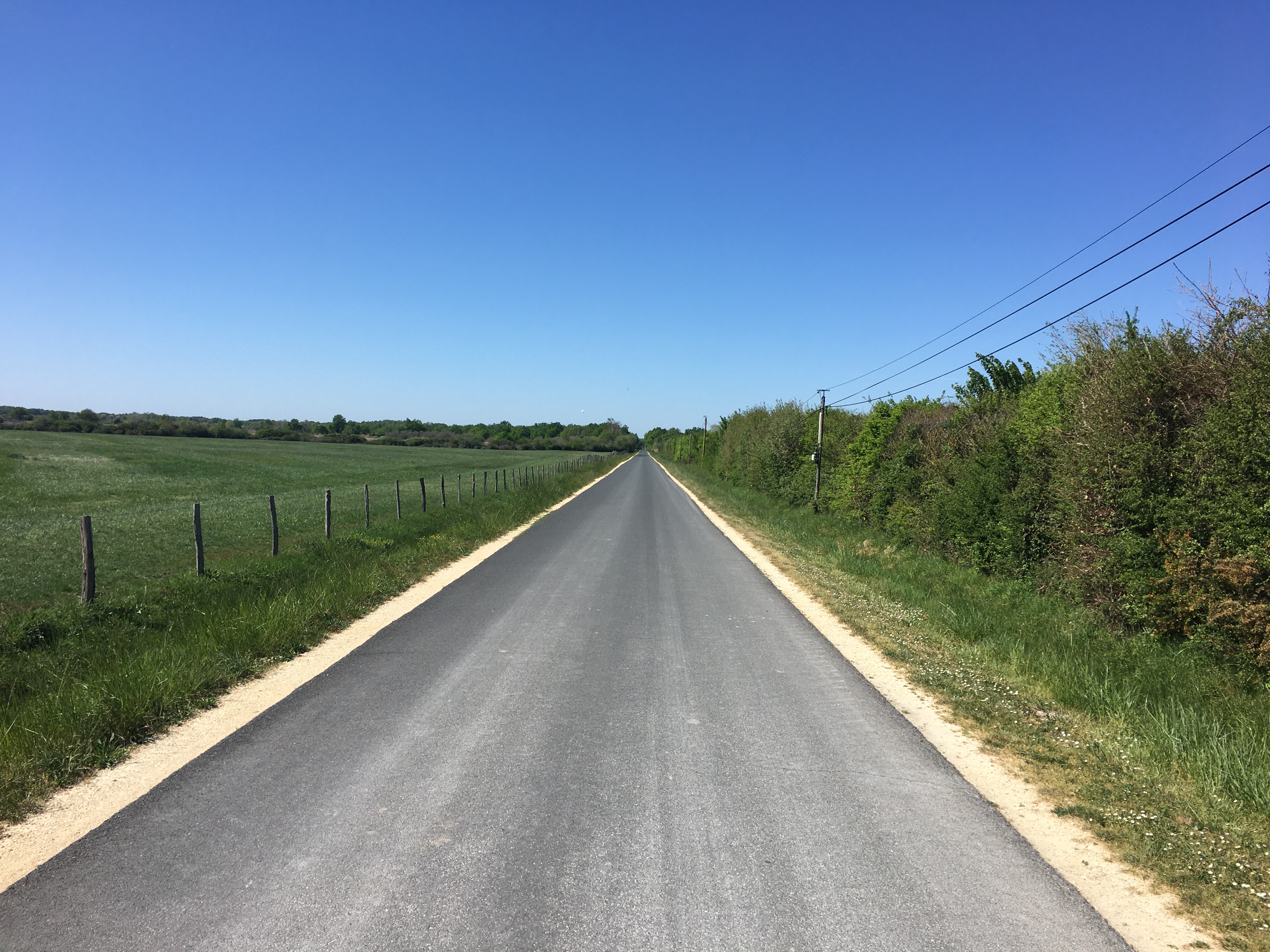
布雷讷地区梅济耶尔境内的一条道路

### 公路
安德尔省省道D6线、D14B线、D15线、D21线、D925线和D926线在布雷讷地区梅济耶尔境内交汇。中央-卢瓦尔河谷大区城际客运（商业名称为“Rémi”）下属的安德尔省城际客运Q线经停布雷讷地区梅济耶尔，可通往沙托鲁。
2020年，52.3%的布雷讷地区梅济耶尔家庭拥有至少一辆私人汽车。2015年，布雷讷地区梅济耶尔境内共发生各类交通事故1起，造成1人受伤。
| 13.1 | 34 |

| 沙托鲁 | 40 |

| 沙泰勒罗 | 58 |

| 比藏赛 | 19 |

### 铁路
勒布朗—阿尔让铁路布雷讷地区梅济耶尔附近的路段已于1953年关闭。
沙托鲁站距离布雷讷地区梅济耶尔大约41公里，该站停靠往返于巴黎和图卢兹之间的城际列车，以及前往奥尔良和利摩日两个方向的区域列车。

### 航空
布雷讷地区梅济耶尔距离沙托鲁机场的公路里程大约46公里。

### 城市公共交通
截至2024年6月，布雷讷地区梅济耶尔暂无城市公共交通系统。

## 政治

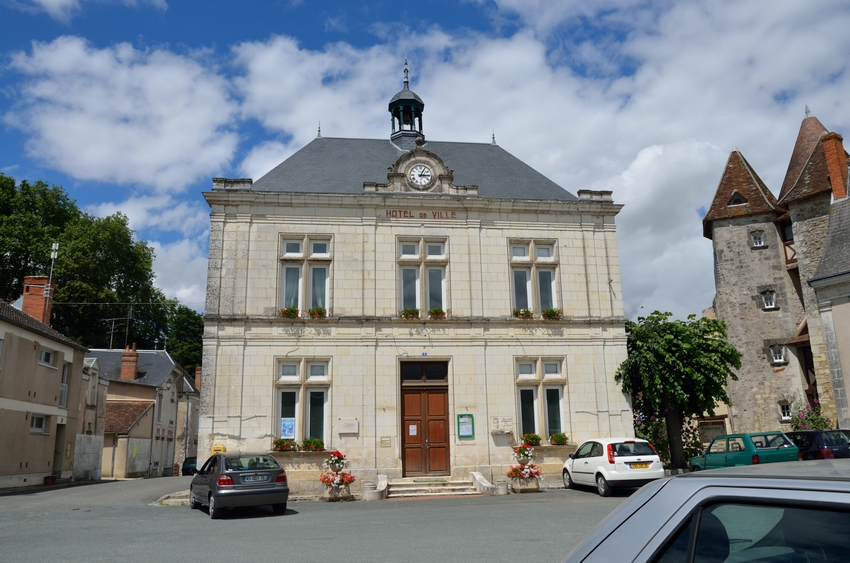
布雷讷地区梅济耶尔市政厅

布雷讷地区梅济耶尔的现任市长为让-路易·加缪先生（Jean-Louis CAMUS），他是一名右翼无党派人士，在2020年的市政选举中获得了100.00%的支持率（无其他候选人）。
在2022年的法国总统大选的第二轮选举中，法国极右翼政党国民阵线主席玛丽娜·勒庞在布雷讷地区梅济耶尔获得了50.2%的支持率。

## 人口
2021年，布雷讷地区梅济耶尔市镇人口数量为970，在法国排名第10,216位。其中男性481人，女性504人，75岁及以上人口占19.1%，外籍人口数量为26人，人口密度为17人/平方公里，当地居民被称为（男性）或（女性）。2022年，布雷讷地区梅济耶尔境内出生3人，死亡人口25人。
| 布雷讷地区梅济耶尔1901年－2021年人口变化情况 |
|                                              |
| 数据来源：Cassini、INSEE                     |

## 经济
布雷讷地区梅济耶尔是一个区域性的中心城市。截至2024年6月，布雷讷地区梅济耶尔市镇范围内共有各类用人单位（包含自雇）195家，平均历史为20年，其中98.85%为中小型企业（PME），2024年4月至6月间，当地的经济活力指数为0。（林业加工）是当地2022年已公布营业额最高的企业，为9,565,276欧元。

## 财政与居民收入
2022年，布雷讷地区梅济耶尔的财政收入总额为1,243,280欧元，财政支出总额为959,470欧元，当年的债务总额为1,135,880欧元。 2022年，布雷讷地区梅济耶尔市镇通过增值税获得8,130欧元的收入，此外当地还共获得了30,200欧元的国家直接财政补助。
| 布雷讷地区梅济耶尔居民收入情况                   | 布雷讷地区梅济耶尔居民收入情况 | 布雷讷地区梅济耶尔居民收入情况 | 布雷讷地区梅济耶尔居民收入情况 |
| 内容                                             | 布雷讷地区梅济耶尔             | 法国                           | 统计年份                       |
| ------------------------------------------------ | ------------------------------ | ------------------------------ | ------------------------------ |
| 征税家庭总数                                     | 457                            | 1,081（法国市镇平均）          | 2022年                         |
| 居民平均月收入                                   | 1,715欧元                      | 2,435欧元                      | 2022年                         |
| 高级职员人均月收入                               | 不详                           | 4,331欧元                      | 2021年                         |
| 中级职员人均月收入                               | 不详                           | 2,470欧元                      | 2021年                         |
| 普通职员人均月收入                               | 不详                           | 1,801欧元                      | 2021年                         |
| 贫困率                                           | 不详                           | 14.5%                          | 2020年                         |
| 青壮年（15至64岁）失业率                         | 11.9%                          | 7.4%                           | 2020年                         |
| 征税家庭数量占比                                 | 33.2%                          | 45.5%                          | 2020年                         |
| 家庭年均纳税                                     | 1,482欧元                      | 4,393欧元                      | 2022年                         |
| 资料来源：INSEE、L'Internaute、Le Journal du Net |                                |                                |                                |

## 社会事务

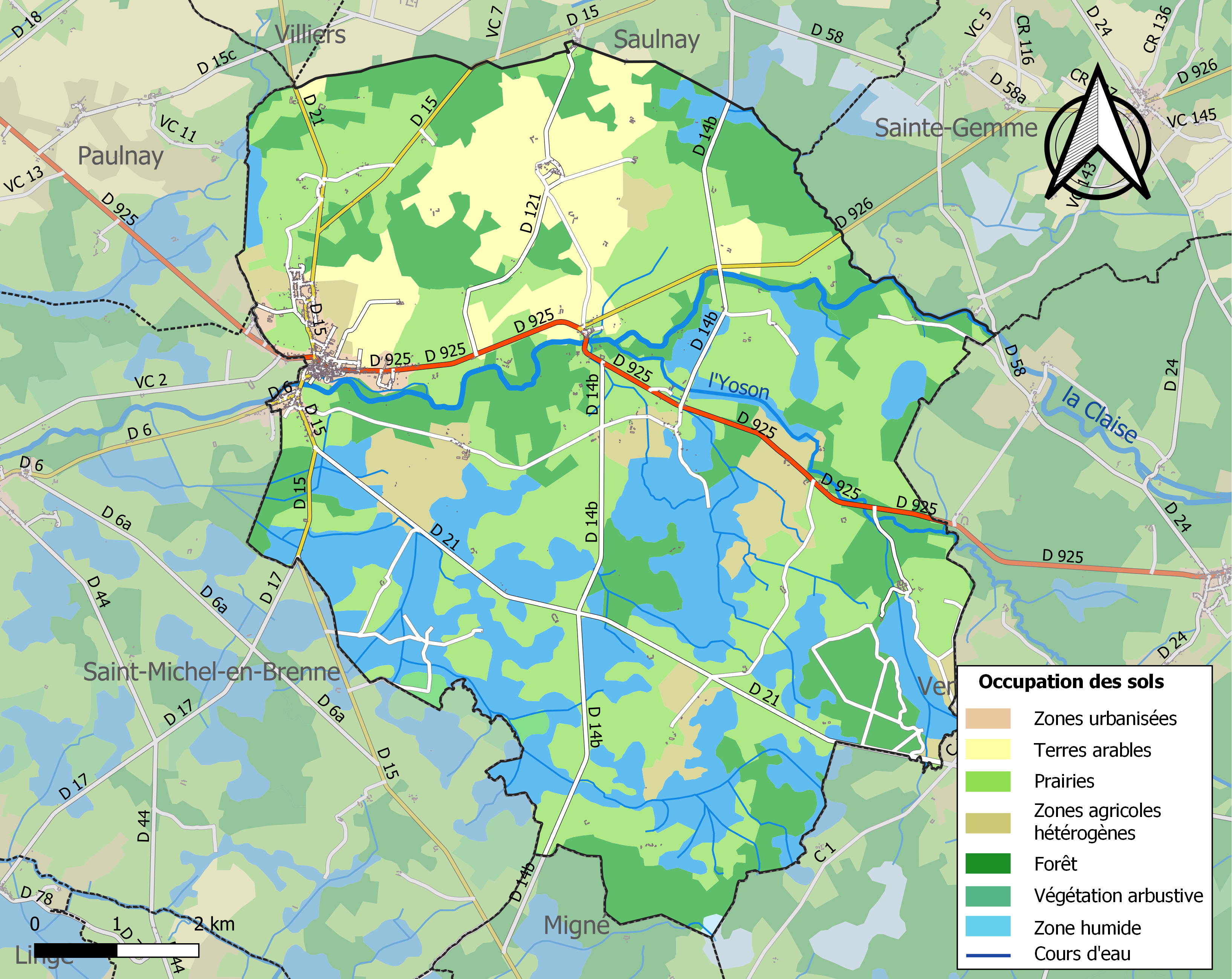
布雷讷地区梅济耶尔土地利用情况地图

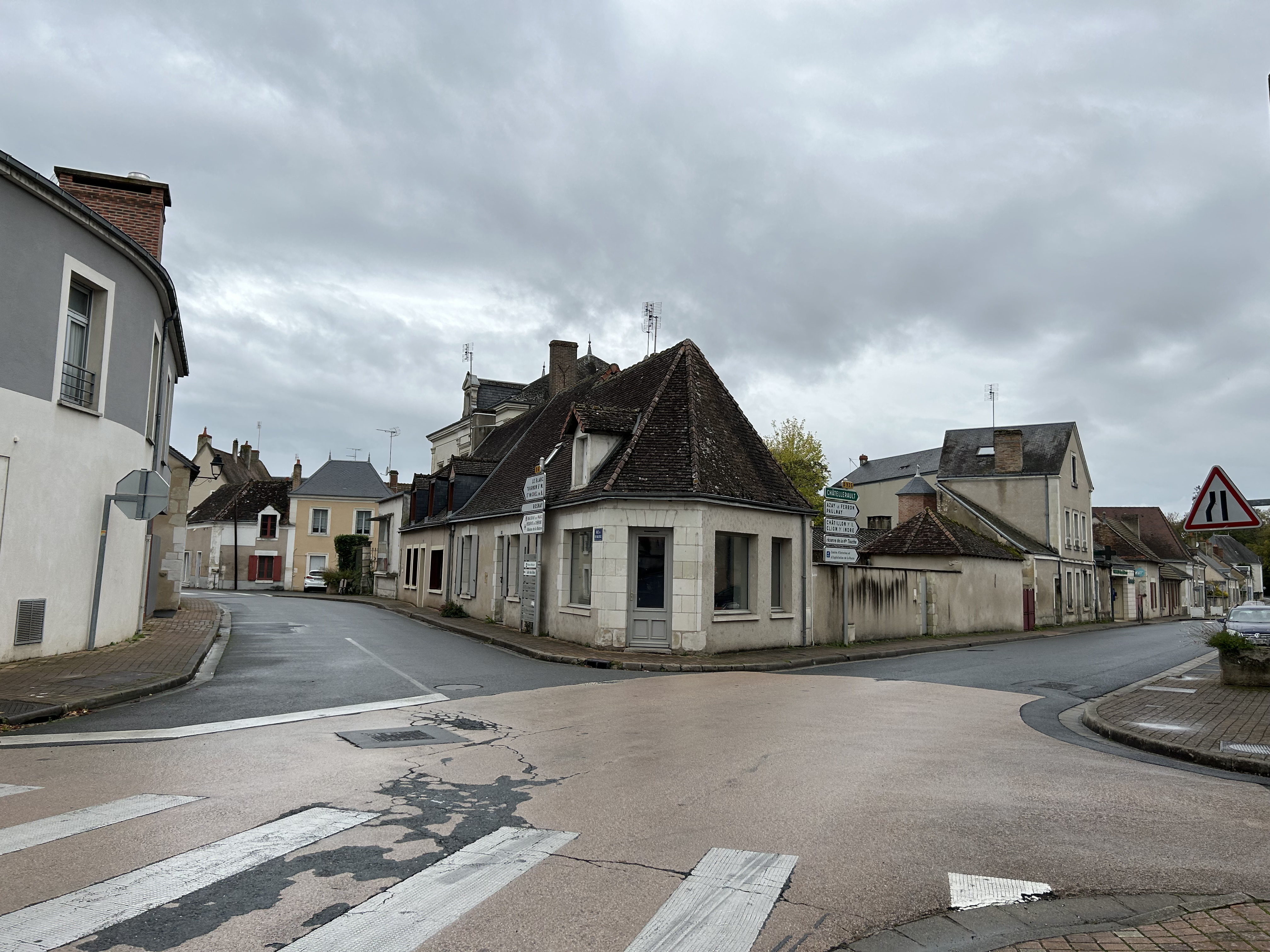
马利安特拉桥街口

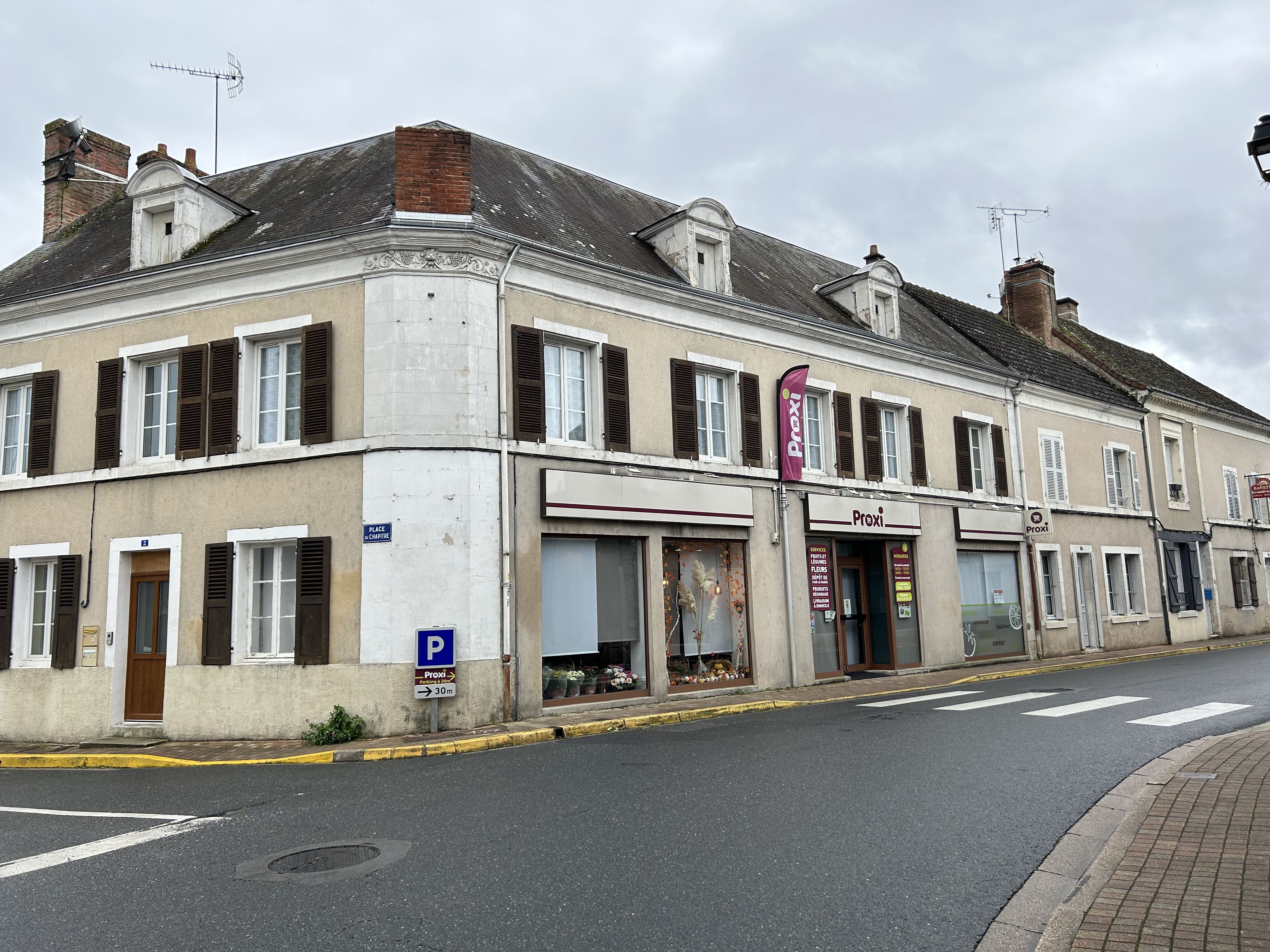
一家便民超市

### 教育
布雷讷地区梅济耶尔属于奥尔良-图尔学区。截至2021年1月1日，布雷讷地区梅济耶尔境内共有1所幼儿园、1所小学。

### 医疗
截至2022年1月1日，布雷讷地区梅济耶尔境内共有全科医生1名、保健师2名、牙医1名和护士5名。境内共有药房1家、养老院1家。
距离布雷讷地区梅济耶尔最近的区域性医疗机构为沙托鲁-勒布朗中心医院（Centre Hospitalier de Châteauroux - Le Blanc），其下属的勒布朗医院位于勒布朗市区西南部，距离布雷讷地区梅济耶尔市区的正常车程大约25分钟，该院设有床位153个。

### 住房
2020年，布雷讷地区梅济耶尔境内共有各类住房786套，其中93.8%为独立式住宅，3.3%为集中式住宅。常住房屋占布雷讷地区梅济耶尔市镇范围内居民建筑总量的59.9%。
在住房保障政策方面，2022年，布雷讷地区梅济耶尔境内共有85户家庭获得了住房经济补助，受益人数占总人口数量的8.8%，其中78份为房租补助。

### 商业
2021年，布雷讷地区梅济耶尔境内共有各类实体商铺30家，其中餐厅1家、杂货店1家、面包房1家、肉铺1家、书店1家、美容美发店2家、汽车维修店3家。布雷讷地区梅济耶尔镇中心建有一家Proxi便民超市。

### 体育
2021年，布雷讷地区梅济耶尔境内共有1间体育馆、2处网球场、1处马术场以及1处足球或橄榄球场。
截至2024年6月，布雷讷地区梅济耶尔境内暂无任何注册足球俱乐部。马尔蒂宰-梅济耶尔-图尔农足球俱乐部（FC Martizay Mézières Tournon，编号547636）是这一地区的代表性足球队，成立于2014年，由多支俱乐部合并而成，其主队2024至2025赛季参加安德尔省足球联赛乙组（法国第十级别），其注册地及主场为马尔蒂宰市政球场（Stade Municipal）。

### 环境
布雷讷地区梅济耶尔的环境事务由其所属的布雷讷之心市镇公共社区联合各级政府协调负责。2021年，布雷讷地区梅济耶尔境内暂无污染企业。

### 治安
2021年，布雷讷地区梅济耶尔市镇范围内有1处宪兵队。
布雷讷地区梅济耶尔及其附近的共73个市镇是勒布朗国家宪兵队（zone gendarmerie du Blanc）的管辖范围。2020年，该宪兵队累计记录各类案件1,224起，其中盗窃类案件614起，经济类案件207起，毒品交易类案件39起。

## 文化

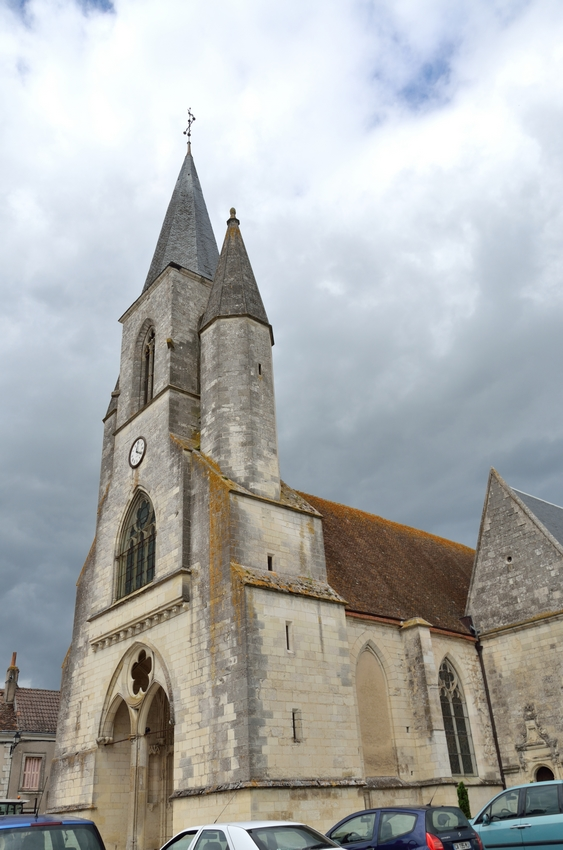
布雷讷地区梅济耶尔圣玛丽-马德莱娜教堂

2021年，布雷讷地区梅济耶尔境内暂无任何游客接待设施。布雷讷地区梅济耶尔境内建有多媒体中心（Médiathèque），每周三至六向公众开放。

### 建筑
布雷讷地区梅济耶尔境内有多处历史建筑，其中圣玛丽-马德莱娜教堂、城堡（Château de Mézières-en-Brenne）遗址等为法国国家文物保护单位。

### 旅游
布雷讷地区梅济耶尔的旅游事务由其所属的布雷讷之心市镇公共社区联合各级政府协调负责。2023年，布雷讷地区梅济耶尔境内共有1家酒店共计8间房间；另有2个露营地，可容纳共70辆露营车。

### 媒体
法国主要的媒体均可在布雷讷地区梅济耶尔接收，法国电视三台下属的中央-卢瓦尔河谷大区频道在部分时段播出布雷讷地区梅济耶尔所在安德尔省的地方新闻。《中西部新共和国报》、蓝色法兰西贝里广播、伊苏丹贝里第一电视台等是当地主要的地方性媒体。

## 友好城市
截至2024年6月，布雷讷地区梅济耶尔共与两座城市建立了友好城市关系：
- 義大利 巴尔扎诺
- 比利时 波珀灵厄Watou街区